# Pablo Reyero
Pablo Reyero (nascut el 29 de març de 1966) és un director de cinema i guionista argentí d'origen maputxe. Es va llicenciar en Ciències de la Comunicació per la Facultat de Ciències Socials de la Universitat de Buenos Aires el 1995.
Ha dirigit quatre pel·lícules des de 1998. La seva pel·lícula La cruz del sur fou projectada a la secció Un Certain Regard del 56è Festival Internacional de Cinema de Canes. El 2001 va rebre el Premi Konex al millor documental.

## Filmografia
- Dársena Sur (1998)
- La cruz del sur (2003)
- Angeles caídos (2007)
- Paso San Ignacio (2019)